# Sahyadria chalakkudiensis
Sahyadria chalakkudiensis  (лат.) — вид пресноводных рыб семейства карповых, встречается в богатых кислородом реках и ручьях южной части Индии (в основном штаты Керала и Карнатака) с быстрым течением. Этот вид может достигать в длину 12,5 сантиметров. Есть вероятность спутать этот вид с Барбусом Денисони. Но наличие черного пятна на спинном плавнике и менее яркая окраска отличает его от Sahyadria denisonii.
Данный вид находится под угрозой исчезновения из-за продажи, загрязнения рек отходами сельского хозяйства и бытовыми отходами (моющие средства, удобрения и т. д.).
Вид Sahyadria denisonii имеет почти аналогичный внешний вид и потому ранее (до 1999 года) они считались одним видом.